# Целестинско пророчанство
"Целестинско пророчанство" је књига Џејмса Редфилда. Овај бестселер је јединствена авантуру кроз коју главни јунак открива девет увида о којима говори древни рукопис нађен у Перуу. 
"Целестинско пророчанство садржи тајне које већ мењају наш свет. Ослањајући се на стару мудрост нађену у рукопису из Перуа, књига нам говори како да повежемо догађаје који се збивају у нашем животу баш сада... Она је водич који има моћ да кристализује ваше схватање зашто сте оно што јесте и где сте у животу... и да усмери ваше кораке са новом енергијом и оптимизмом."